# Октябрьский район (Пермский край)
Октя́брьский райо́н — административный район Пермского края России. На территории района образован Октябрьский муниципальный округ. Административный центр — рабочий посёлок Октябрьский.

## География
Площадь района — 3,4 тыс. км². Здесь расположены три особо охраняемые природные территории: Щучье озеро — карстовое озеро глубиной 14,7 м; биологический охотничий заказник «Октябрьский», ихтиологический заказник регионального значения «Верхнеиренский». Кроме этого, в Октябрьском районе зарегистрирован ботанический памятник природы «Кашкинская дубрава».

## История
10 июня 1931 года образован Щучье-Озерский район, путём слияния Алмазовского и Богородского районов Уральской области.
Центром нового района должен был стать посёлок при станции Щучье-Озеро, однако из-за отсутствия в нём хорошей питьевой воды этого не произошло. С 1931 по 1934 временно районным центром было село Богородское, а с 1934 по 1938 посёлок Сарс.
В 1938 году центром Щучье-Озерского района стал посёлок Чад, который 19 декабря 1957 года был преобразован в посёлок городского типа Октябрьский. 
15 июня 1960 года Щучье-Озерский район переименован в Октябрьский район.
1 февраля 1963 года Октябрьский район ликвидирован, его территория вошла в состав Чернушинского района.
12 января 1965 года Октябрьский район был восстановлен в прежних границах.

## Население
| 2000    | 2002    | 2005    | 2006    | 2007    | 2008    | 2009    | 2010    | 2011    |
| ------- | ------- | ------- | ------- | ------- | ------- | ------- | ------- | ------- |
| 37 778  | ↘36 463 | ↘35 789 | ↘35 300 | ↘35 100 | ↘34 789 | ↘34 742 | ↘30 441 | ↘30 389 |
| 2012    | 2013    | 2014    | 2015    | 2016    | 2017    | 2018    | 2019    | 2020    |
| ↘29 973 | ↘29 427 | ↘29 022 | ↘28 680 | ↘28 375 | ↘28 056 | ↘27 612 | ↘27 139 | ↘26 898 |
| 2021    | 2023    |         |         |         |         |         |         |         |
| ↘24 770 | ↘24 270 |         |         |         |         |         |         |         |

### Урбанизация
В городских условиях (рабочие посёлки Октябрьский и Сарс) проживают  55,75 % населения района.

### Национальный состав
Численность населения — 35,8 тыс. человек: из них русские — 59,6 %, татары — 34,8 %, башкиры — 2,2 %.

## Муниципальное устройство
В рамках организации местного самоуправления в границах района образован Октябрьский муниципальный округ.

Первоначально, в 2004—2019 годах, был Октябрьский муниципальный район, в состав которого входило 13 муниципальных образований: 2 городских и 11 сельских поселений. В 2019 году муниципальный район и все входившие в него поселения были объединены в единое муниципальное образование — Октябрьский городской округ. С 1 января 2025 года городской округ был преобразован в муниципальный.
| №  | Наименование                         | Административный центр      | Количество населённых пунктов | Население (чел.) | Площадь (км²) |
| -- | ------------------------------------ | --------------------------- | ----------------------------- | ---------------- | ------------- |
| 1  | Октябрьское городское поселение      | рабочий посёлок Октябрьский | 8                             | ↘10 986          | 332,86        |
| 2  | Сарсинское городское поселение       | рабочий посёлок Сарс        | 3                             | ↘5143            | 234,14        |
| 3  | Атнягузинское сельское поселение     | деревня Атнягузи            | 4                             | ↘689             | 152,77        |
| 4  | Басинское сельское поселение         | село Басино                 | 7                             | ↘1314            | 189,18        |
| 5  | Биявашское сельское поселение        | село Бияваш                 | 10                            | ↘621             | 148,51        |
| 6  | Богородское сельское поселение       | село Богородск              | 8                             | ↘1561            | 468,82        |
| 7  | Верх-Тюшевское сельское поселение    | деревня Верх-Тюш            | 7                             | ↘580             | 414,58        |
| 8  | Енапаевское сельское поселение       | село Енапаево               | 10                            | ↘951             | 157,97        |
| 9  | Заводо-Тюшевское сельское поселение  | посёлок Тюш                 | 4                             | ↘1105            | 109,03        |
| 10 | Ишимовское сельское поселение        | село Ишимово                | 2                             | ↘948             | 55,13         |
| 11 | Петропавловское сельское поселение   | село Петропавловск          | 4                             | ↘674             | 324,87        |
| 12 | Русско-Сарсинское сельское поселение | село Русский Сарс           | 7                             | ↘683             | 193,42        |
| 13 | Щучье-Озерское сельское поселение    | посёлок Щучье Озеро         | 11                            | ↘1884            | 663,23        |

## Населённые пункты
В Октябрьском районе 85 населённых пунктов: 2 городских (рабочих посёлка) и 83 сельских.
| №  | Населённый пункт    | Тип             | Население | Бывшее поселение                     |
| -- | ------------------- | --------------- | --------- | ------------------------------------ |
| 1  | Октябрьский         | рабочий посёлок | ↘8990     | Октябрьское городское поселение      |
| 2  | Сарс                | рабочий посёлок | ↘4541     | Сарсинское городское поселение       |
| 3  | Адилева             | деревня         | 320       | Петропавловское сельское поселение   |
| 4  | Азимовка            | деревня         | 54        | Биявашское сельское поселение        |
| 5  | Алмаз               | село            | 156       | Щучье-Озерское сельское поселение    |
| 6  | Алтынное            | село            | 230       | Верх-Тюшевское сельское поселение    |
| 7  | Атеро-Ключ          | деревня         | 31        | Щучье-Озерское сельское поселение    |
| 8  | Атерский            | посёлок         | 6         | Щучье-Озерское сельское поселение    |
| 9  | Атнягузи            | деревня         | 412       | Атнягузинское сельское поселение     |
| 10 | Баймурзина          | деревня         | 14        | Щучье-Озерское сельское поселение    |
| 11 | Бартым              | посёлок         | 364       | Атнягузинское сельское поселение     |
| 12 | Басино              | село            | 297       | Басинское сельское поселение         |
| 13 | Бикбай              | деревня         | 268       | Басинское сельское поселение         |
| 14 | Биктулка            | деревня         | 268       | Басинское сельское поселение         |
| 15 | Бияваш              | село            | 341       | Биявашское сельское поселение        |
| 16 | Богородск           | село            | 860       | Богородское сельское поселение       |
| 17 | Большой Сарс        | деревня         | 389       | Октябрьское городское поселение      |
| 18 | Будкеево            | деревня         | 8         | Енапаевское сельское поселение       |
| 19 | Варяж               | деревня         | 11        | Биявашское сельское поселение        |
| 20 | Васильевка          | деревня         | 13        | Щучье-Озерское сельское поселение    |
| 21 | Верх-Бияваш         | деревня         | 37        | Биявашское сельское поселение        |
| 22 | Верх-Ирень          | деревня         | 163       | Атнягузинское сельское поселение     |
| 23 | Верх-Тюш            | деревня         | 400       | Верх-Тюшевское сельское поселение    |
| 24 | Верх-Урмея          | деревня         | 52        | Биявашское сельское поселение        |
| 25 | Верх-Шуртан         | деревня         | 293       | Сарсинское городское поселение       |
| 26 | Гольцево            | деревня         | 34        | Петропавловское сельское поселение   |
| 27 | Горны               | деревня         | 91        | Богородское сельское поселение       |
| 28 | Дороховка           | деревня         | 7         | Верх-Тюшевское сельское поселение    |
| 29 | Егашка              | деревня         | 3         | Енапаевское сельское поселение       |
| 30 | Емельяновка         | деревня         | 2         | Русско-Сарсинское сельское поселение |
| 31 | Енапаево            | село            | 760       | Енапаевское сельское поселение       |
| 32 | Зуевский            | посёлок         | 336       | Басинское сельское поселение         |
| 33 | Ильинск             | деревня         | 0         | Щучье-Озерское сельское поселение    |
| 34 | Ишимово             | село            | 725       | Ишимовское сельское поселение        |
| 35 | Кашкина             | деревня         | 68        | Атнягузинское сельское поселение     |
| 36 | Ключи               | посёлок         | 44        | Русско-Сарсинское сельское поселение |
| 37 | Ключики             | деревня         | 8         | Верх-Тюшевское сельское поселение    |
| 38 | Козаки              | деревня         | 173       | Басинское сельское поселение         |
| 39 | Колтаева            | деревня         | 304       | Богородское сельское поселение       |
| 40 | Кошкина             | деревня         | 57        | Енапаевское сельское поселение       |
| 41 | Криулино            | деревня         | 0         | Енапаевское сельское поселение       |
| 42 | Курбатова           | деревня         | 3         | Богородское сельское поселение       |
| 43 | Леун                | село            | 314       | Биявашское сельское поселение        |
| 44 | Лидино              | село            | 23        | Биявашское сельское поселение        |
| 45 | Мавлекаево          | деревня         | 14        | Октябрьское городское поселение      |
| 46 | Малый Сарс          | деревня         | 174       | Октябрьское городское поселение      |
| 47 | Малый Тарт          | деревня         | 50        | Басинское сельское поселение         |
| 48 | Мельниковский       | хутор           | 5         | Щучье-Озерское сельское поселение    |
| 49 | Мосино              | село            | 213       | Верх-Тюшевское сельское поселение    |
| 50 | Мостовая            | село            | 92        | Енапаевское сельское поселение       |
| 51 | Ненастье            | посёлок         | 196       | Октябрьское городское поселение      |
| 52 | Нижний Тесяк        | деревня         | 110       | Биявашское сельское поселение        |
| 53 | Новопетровка        | деревня         | 127       | Щучье-Озерское сельское поселение    |
| 54 | Озерки              | деревня         | 24        | Верх-Тюшевское сельское поселение    |
| 55 | Отделение № 2       | деревня         | 25        | Заводо-Тюшевское сельское поселение  |
| 56 | Отделение № 4       | деревня         | 0         | Заводо-Тюшевское сельское поселение  |
| 57 | Отделение № 5       | деревня         | 12        | Заводо-Тюшевское сельское поселение  |
| 58 | Петропавловск       | село            | 247       | Петропавловское сельское поселение   |
| 59 | Покрово-Смирновский | хутор           | 47        | Сарсинское городское поселение       |
| 60 | Порозово            | деревня         | 13        | Верх-Тюшевское сельское поселение    |
| 61 | Редькино            | деревня         | 203       | Енапаевское сельское поселение       |
| 62 | Русский Сарс        | село            | 460       | Русско-Сарсинское сельское поселение |
| 63 | Самарова            | деревня         | 396       | Ишимовское сельское поселение        |
| 64 | Седяш               | деревня         | 282       | Петропавловское сельское поселение   |
| 65 | Снежное             | село            | 443       | Октябрьское городское поселение      |
| 66 | Сорокино            | деревня         | 82        | Октябрьское городское поселение      |
| 67 | Сосновка            | деревня         | 10        | Енапаевское сельское поселение       |
| 68 | Столбовка           | деревня         | 19        | Биявашское сельское поселение        |
| 69 | Тляково             | деревня         | 163       | Русско-Сарсинское сельское поселение |
| 70 | Тюинск              | село            | 360       | Щучье-Озерское сельское поселение    |
| 71 | Тюйное Озеро        | село            | 0         | Биявашское сельское поселение        |
| 72 | Тюш                 | посёлок         | ↘1056     | Заводо-Тюшевское сельское поселение  |
| 73 | Уваряж              | деревня         | 5         | Русско-Сарсинское сельское поселение |
| 74 | Уразметьево         | деревня         | 325       | Басинское сельское поселение         |
| 75 | Усть-Арий           | деревня         | 285       | Богородское сельское поселение       |
| 76 | Усть-Каменка        | деревня         | 24        | Енапаевское сельское поселение       |
| 77 | Усть-Саварово       | деревня         | 132       | Русско-Сарсинское сельское поселение |
| 78 | Уяс                 | деревня         | 1         | Енапаевское сельское поселение       |
| 79 | Харино Озеро        | деревня         | 3         | Богородское сельское поселение       |
| 80 | Чад                 | деревня         | 43        | Октябрьское городское поселение      |
| 81 | Шараповка           | деревня         | 113       | Русско-Сарсинское сельское поселение |
| 82 | Шатунова            | деревня         | 94        | Богородское сельское поселение       |
| 83 | Ширяева             | деревня         | 0         | Богородское сельское поселение       |
| 84 | Щучье Озеро         | деревня         | 10        | Щучье-Озерское сельское поселение    |
| 85 | Щучье Озеро         | посёлок         | ↘1275     | Щучье-Озерское сельское поселение    |

Упразднённые населённые пункты
- не позднее 1982 года — деревня Александровка.
- 2001 год — деревня Тураевка и посёлок Разъезд Сарс[23].

По состоянию на 1 января 1981 года на территории Октябрьского района было 105 населённых пунктов: 3 рабочих посёлка (Октябрьский, Сарс, Щучье Озеро) и 102 сельских населённых пункта. В 1992 году Щучье Озеро было преобразовано в сельский населённый пункт (посёлок).

## Экономика
Общая площадь лесных угодий района составляет 212 тыс. га, запасы лесного фонда — 35 млн м³. Разведаны запасы нефти и газа, которые составляют более 50 млн тонн. В структуре промышленного производства более 50 % занимает деревообрабатывающая промышленность и чуть более 40 % — пищевая.
По территории Октябрьского района проходит железная дорога «Москва—Казань—Екатеринбург».

## Образование и культура
Система образования района представлена 25 общеобразовательными школами, коррекционной школой, филиалом Чайковского промышленно-гуманитарного колледжа, профессиональным училищем № 24, 1 детским музыкальной школой, Домом детского творчества, 25 детскими дошкольными учреждениями.
42 культурно-досуговых учреждений, в том числе районный Дом культуры, концертно- спортивный комплекс «Алмазный», 32 библиотеки, включая центральную районную и детскую. Работает краеведческий музей. Действующие православные церкви в пгт. Октябрьский, сёлах Богородск, Русский Сарс, в татарских селениях, а также в пгт. Октябрьский и пос. Щучье Озеро — мечети. Выходит районная газета «Вперёд».

## Руководители

### 1-й секретарь райкома КПСС
- Сомов Степан Николаевич (июль 1931 — январь 1932)
- Зуев Фёдор Константинович (январь 1932 – август 1933)
- Новосёлова Анна Иосифовна (август 1933 — ноябрь 1937)
- Шеин Алексей Александрович (ноябрь 1937 — октябрь 1938)
- Захаров Алексей Евсеевич (октябрь 1938 — август 1950)
- Денисов Иван Иванович (август 1950 — апрель 1954)
- Старцев Григорий Васильевич (апрель 1954 — декабрь 1957)
- Тимофеев Михаил Алексеевич (декабрь 1957 — декабрь 1959)
- Лоскутов Николай Григорьевич (декабрь 1959 — декабрь 1962)
- Шилоносов Иван Иванович (январь 1965 — январь 1970)
- Золотарёв Евгений Тимофеевич (январь — август 1970)
- Севастьянов Павел Дмитриевич (сентябрь 1970 — декабрь 1975)
- Козлов Николай Петрович (декабрь 1975 — июнь 1988)
- Ересецов Валерий Васильевич (июнь 1988 — август 1991)

### Глава местного самоуправления
- Бессарабов Николай Петрович (21 января 1992 – 9 декабря 1996) - Глава администрации района
- Бессарабов Николай Петрович (9 декабря 1996 – декабрь 2000) - Глава местного самоуправления
- Бессарабов Николай Петрович (декабрь 2000 – 18 января 2002) - Глава местного самоуправления, председатель ЗС
- Останин Валерий Анатольевич (январь 2002 – 12 мая 2002) - И.о. главы администрации района
- Останин Валерий Анатольевич (12 мая 2002 – декабрь 2007) - Глава администрации района
- Поезжаев Георгий Васильевич (с 10 декабря 2007) - Глава муниципального района

### Председатель райсовета
- Ересецов Валерий Васильевич (1990 — февраль 1991)
- Бессарабов Николай Петрович (февраль 1991 — март 1992)
- Бубнов Станислав Викторович (март 1992 — октябрь 1993)